# 2009년 전국소년체육대회
제38회 전국소년체육대회는 2009년 5월 30일부터 6월 2일까지 대한민국 전라남도에서 열렸다.

## 개요
- 대회명칭 : 제38회 전국소년체육대회
- 개최기간 : 2009년 5월 30일 ~ 2009년 6월 2일
- 개최지 : 전라남도
- 구호 : 몸도 튼튼, 마음도 튼튼, 나라도 튼튼
- 참가인원 : 12,108명
- 종별 : 초등부, 중등부
- 마스코트 : 남도와 남이

## 종목

### 정식종목
| - 검도 - 근대3종 - 농구 - 럭비 - 레슬링 - 배구 - 배드민턴 - 복싱 - 볼링 - 사격 | - 사이클 - 소프트볼 - 수영 (경영, 다이빙, 수구) - 씨름 - 야구 - 양궁 - 역도 - 요트 - 유도 - 육상 | - 인라인롤러 - 정구 - 조정 - 체조 - 축구 - 카누 - 탁구 - 태권도 - 테니스 - 트라이애슬론 | - 펜싱 - 하키 - 핸드볼 |

## 경기장
| 종목       | 소재지     | 경기장                   | 종별                             | 세부종목 | 비고                                    |
| ---------- | ---------- | ------------------------ | -------------------------------- | -------- | --------------------------------------- |
| 검도       | 장성군     | 홍길동체육관             | 전종별                           |          |                                         |
| 골프       | 무안군     | 무안컨트리클럽           | 전종별                           |          |                                         |
| 궁도       | 광양시     | 유림정                   | 전종별                           |          |                                         |
| 근대3종    | 무안군     | 전남체육고수영장         | 전종별                           | 수영     |                                         |
| 근대3종    | 무안군     | 전남체육고사격장         | 전종별                           | 사격     |                                         |
| 근대3종    | 무안군     | 전남체육고운동장         | 전종별                           | 육상     |                                         |
| 농구       | 여수시     | 흥국체육관               | 중학부                           |          |                                         |
| 농구       | 여수시     | 여수쌍봉초체육관         | 초등부                           |          |                                         |
| 럭비       | 강진군     | 강진종합운동장           | 전종별                           |          |                                         |
| 레슬링     | 함평군     | 함평실내체육관           | 전종별                           |          |                                         |
| 배구       | 목포시     | 목포실내체육관           | 남자중학부                       |          |                                         |
| 배구       | 목포시     | 전남제일고체육관         | 여자중학부                       |          | 목상고등학교로 명칭 변경                |
| 배구       | 목포시     | 목포여상고체육관         | 남자초등부/여자초등부            |          |                                         |
| 배드민턴   | 화순군     | 화순중학교 체육관        | 중학부                           |          |                                         |
| 배드민턴   | 화순군     | 화순제일중학교 체육관    | 초등부                           |          |                                         |
| 복싱       | 완도군     | 완도군농어민문화체육센터 | 전종별                           |          |                                         |
| 볼링       | 목포시     | 국제볼링장               | 전종별                           |          |                                         |
| 사격       | 나주시     | 전라남도종합사격장       | 전종별                           |          |                                         |
| 사이클     | 나주시     | 전라남도사이클경기장     | 전종별                           | 트랙     |                                         |
| 수영       | 목포시     | 목포실내수영장           | 전종별                           | 경영     |                                         |
| 수영       | 광주광역시 | 염주실내수영장           | 전종별                           | 다이빙   |                                         |
| 씨름       | 구례군     | 구례 실내체육관          | 전종별                           |          |                                         |
| 야구       | 여수시     | 진남야구경기장           | 중학부                           |          |                                         |
| 야구       | 여수시     | 여수서초야구장           | 초등부                           |          |                                         |
| 양궁       | 순천시     | 팔마종합경기장           | 전종별                           |          |                                         |
| 역도       | 보성군     | 보성실내체육관           | 전종별                           |          | 다향체육관으로 명칭 변경                |
| 유도       | 순천시     | 팔마실내체육관           | 전종별                           |          |                                         |
| 육상       | 여수시     | 망마경기장               | 전종별                           |          |                                         |
| 인라인롤러 | 나주시     | 나주인라인롤러스케이트장 | 전종별                           |          |                                         |
| 정구       | 순천시     | 팔마정구장               | 전종별                           |          |                                         |
| 조정       | 장성군     | 장성호조정경기장         | 전종별                           |          |                                         |
| 체조       | 영광군     | 영광실내체육관           | 전종별                           | 기계체조 |                                         |
| 체조       | 영광군     | 해룡고체육관             | 전종별                           | 리듬체조 |                                         |
| 축구       | 광양시     | 광양공설인조A구장        | 남자중학부                       |          |                                         |
| 축구       | 광양시     | 광양공설운동장           | 남자초등부                       |          |                                         |
| 축구       | 광양시     | 마동인조1구장            | 여자중학부                       |          |                                         |
| 축구       | 광양시     | 중동천연경기장           | 여자초등부                       |          | 풋살장, 농구장, 배드민턴장으로 리모델링 |
| 카누       | 영암군     | 영산호카누경기장         | 전종별                           |          |                                         |
| 탁구       | 해남군     | 우슬실내체육관           | 전종별                           |          |                                         |
| 태권도     | 장흥군     | 장흥실내체육관           | 전종별                           |          |                                         |
| 테니스     | 순천시     | 팔마테니스장             | 남자중학부/여자중학부/여자초등부 |          | 클레이/하드코트                         |
| 테니스     | 순천시     | 순천제일대 테니스장      | 여자초등부                       |          |                                         |
| 펜싱       | 고흥군     | 고흥팔영체육관           | 전종별                           |          |                                         |
| 하키       | 목포시     | 목포국제하키경기장       | 전종별                           |          |                                         |
| 핸드볼     | 목포시     | 목포대체육관             | 중학부                           |          |                                         |
| 핸드볼     | 무안군     | 무안고체육관             | 초등부                           |          |                                         |